# 加藤勝信
加藤勝信（日语：／ Katō Katsunobu，1955年11月22日—），日本自由民主黨籍政治人物，出生於岡山縣倉敷市，現任財務大臣，曾任內閣官房長官（第84代）、厚生勞動大臣、內閣府特命擔當大臣等職務，從2003年至今擔任眾議院議員。在自民黨內屬於平成研究會（茂木派）。曾先後三次擔任厚生勞動大臣。
原姓室崎（／ Murosaki），與自民黨大老加藤六月的次女加藤周子結婚，並成其婿養子而改姓。
歷任內閣府大臣政務官（第1次安倍改造內閣、福田康夫內閣）、自由民主黨總裁特別補佐、川崎醫療福祉大學客席教授等職務。2015年被任命為第三次安倍改造內閣的一億總活躍擔當大臣、女性活躍擔當大臣、朝鮮綁架問題擔當大臣、再挑戰擔當大臣、國土強韌化擔當大臣、內閣府特命擔當大臣（少子化對策、男女共同參與）。2020年9月16日，接替成為首相的菅義偉出任內閣官房長官，至2021年10月4日隨著菅義偉內閣總辭而卸任。

## 生平
東京都出身。東京都立大泉高等學校，東京大學經濟學部畢業。1979年，大藏省入省。1982年，郵政省宇宙通信企劃課調職。1994年，農林水產大臣秘書官。2003年，眾議院議員總選舉初次當選。2007年8月，第1次安倍改造內閣的內閣府副大臣（經濟財政政策，防災 等）。2012年12月26日，第2次安倍內閣的內閣官房副長官。2015年10月，第三次安倍改造內閣的一億總活躍擔當大臣，女性活躍擔當大臣，朝鮮綁架問題擔當大臣。2017年，第三次安倍再々改造內閣的厚生勞動大臣。2018年，自民黨總務會長。2022年8月10日出任厚生勞動大臣。2024年10月1日接任財務大臣。

## 荣誉

### 外国勋章奖章
- 奥兰治-拿骚大军官勋章（荷兰，2014年10月25日公布[6]）：荷兰国王威廉-亚历山大于2014年10月29日至31日对日本进行国事访问。

## 外部連結
- 官方網站 （页面存档备份，存于）

| 官衔            | 官衔                                             | 官衔              |
| --------------- | ------------------------------------------------ | ----------------- |
| 前任： 菅義偉   | 内閣官房長官 2020年 - 2021年                     | 繼任： 松野博一   |
| 前任： 根本匠   | 厚生勞動大臣 2019年 -2020年                      | 繼任： 田村憲久   |
| 前任： 鹽崎恭久 | 厚生勞動大臣 2017年 -2018年                      | 繼任： 根本匠     |
| 前任： 齋藤勁   | 内閣官房副長官（政務擔當·眾議院） 2012年 -2015年 | 繼任： 萩生田光一 |